# Mali Skočaj
Mali Skočaj je naselje v občini Bihać, Bosna in Hercegovina. 

## Zgodovina
Do leta 1947. naselje je bilo del Hrvaške.

## Deli naselja
Mali Skočaj.

## Prebivalstvo
| Pregled števila prebivalcev po letih | Pregled števila prebivalcev po letih | Pregled števila prebivalcev po letih | Pregled števila prebivalcev po letih | Pregled števila prebivalcev po letih | Pregled števila prebivalcev po letih |
| ------------------------------------ | ------------------------------------ | ------------------------------------ | ------------------------------------ | ------------------------------------ | ------------------------------------ |
| 1948                                 | 1953                                 | 1961                                 | 1971                                 | 1981                                 | 1991                                 |
| -                                    | -                                    | -                                    | 178                                  | 129                                  | 89                                   |

| Narodna sestava prebivalstva po letih                                                                                    | Narodna sestava prebivalstva po letih                                                                                      | Narodna sestava prebivalstva po letih                                                                                  |
| --- | --- | --- |
| 1971 | 1981 | 1991 |
| . skupaj: 178 Hrvati 178 (100 %) Muslimani 0 (0,00 %) Srbi 0 (0,00 %) Jugoslovani 0 (0,00 %) drugi in neznano 0 (0,00 %) | . skupaj: 129 Hrvati 128 (99,22 %) Muslimani 0 (0,00 %) Srbi 0 (0,00 %) Jugoslovani 1 (0,77 %) drugi in neznano 0 (0,00 %) | . skupaj: 89 Hrvati 89 (100 %) Muslimani 0 (0,00 %) Srbi 0 (0,00 %) Jugoslovani 0 (0,00 %) drugi in neznano 0 (0,00 %) |